# Nicolaus Brügmann
Nicolaus (von) Brügmann (16. september 1632 i Glückstadt – begravet 11. februar 1687 i Sankt Laurentii kirke i Itzehoe), kancelli- og etatsråd, amtsforvalter og dansk proxy-godsejer.
Nicolaus Brügmann var søn af Peter Eberhard Brügmann og Drude Frandsdatter von der Lieth. Han blev regeringsråd i Glückstadt, sæde for regeringskancelliet til styrelse af de kongelige dele af hertugdømmerne Holsten og Slesvig. Efter svigerfaderens død 1670 efterfulgte han samme år den 7. juli denne som kongelig amtsforvalter i Steinburg og Segeberg amter. Familierne Hausmann og Brügmann giftede sig i et par generationer med hinanden, det beskrives i omtalen af børnene af Nicolaus Brügmann. Navnene Gesche, Gesilla og Godske er samme navn.
Nicolaus havde en bror opkaldt efter faderen. Immatrikuleret ved universitetet i Jena: 1655 Wintersemester Petrus Eberhartus Bruggemann Glücstadio, Holsatus. Og en bror Friedrich Christian Brüggeman. Immatrikuleret ved universitetet i Jena: 1666 den 8. maj Fridericus Christianus Brouggeman. Han udgav 1667 i Jena et latinsk værk på 160 sider (noget om jura), dedikeret til kong Frederik III af Danmark. Blandt anbefalerne af bogen var Georg Adam Struve. I 1672 er Friderich Christian sekretær i Tyske Kancelli i København.
Nicolaus Brügmann var forlovet med Margrethe Wittemake (død 24. maj 1665). Men blev så gift samme år med Gesilla Hausmann (ca. 1649 - 13. november 1672 i Segeberg, begravedes i Itzehoe), datter af amtsforvalter i Segeberg Daniel Hausmann og hustru Margrethe Pape. I Rigsarkivet, Privatarkiver, findes et kongeligt åbent brev af 1667 til Nicolaj Brügmann. Brevets dato er 30. oktober, det omhandler ekspektance for ham på tolderembedet i Ribe. Han tiltrådte aldrig, i stedet fik svogeren Frederik Hausmann embedet. Gesilla Hausmann døde i barselsengen. Parret fik 6 børn:
- Daniel Brügmann (død omkring december 1702 i Itzehoe). Blev 1687 amtsforvalter i Steinburg. Blev kammerråd. Viedes 28. juli 1692 i Sankt Mariæ kirke, Helsingør, med sin kusine Anna Christina Günther (døbt 5. april 1674 - begravet 15. januar 1750), datter af tolddirektør i Helsingør Andreas Günther. Daniel var den eneste af søskendeflokken, der giftede sig med en ikke-adelig. Familiens kår var ringere. De lod 26. februar 1694 en søn Ulrich Friedrich Brügmann døbe i Sankt Laurentii kirke i Itzehoe[3]. 1703 solgte enken Østergård til Daniel's halvbror Godske Hans. 1708 den 10/3 stod Frau Anna seel: Hlr Daniel von Brüggemanns hinderlaßenes Wittwe fadder i Sankt Mariæ kirke, Helsingør, for et barn af Adolphus Rumsler, kammererer, og Catharina Sophia von Hagen. Kunne se ud til, at Anne Christine og børn nogle år boede hos familien i Helsingør. Datteren Gedsche Amalia von Brüggemann (født o. 1700) viedes på Ulriksholm den 25. marts 1722 med oberstløjtnant Friderich Christopher Rampe (o. 1672 i Hessen - 15. april 1758 i Bromme sogn). Enken og datteren havde taget ophold på Ulriksholm. Anna Christina kaldes 1719-20 kammerrådinde[4]. I 1730 solgtes Ulriksholm og s. a. købte enken Anne Christine Günther Skaftelevgård i Nordrup sogn, nord for Slagelse. Overlod den til svigersønnen oberst von Rampe. Her er alle tre i 1748, Anne Christine Günther, 74 år, nyder ophold og får pension af Post-Cassen[5]. Kammerrådinde Anne Christina Brüggemann begravedes den 15. januar 1750 ved døbefonten i kirken i nabosognet Bromme[6]. 1750 solgte oberst Rampe gården til svigersønnen Michael Højelse. Der solgte 1765.
- Drude Brügmann (født o. 1668). Blev gift med Joachim von Reichau, regeringsråd. Hun er 1703 enke.
- Christian Brügmann. Var i 1682 page hos Christian Güldenløwe.
- Margrethe Brügmann (o. 1670 - efter 1747). Blev gift med Albrecht Christopher von Heinen, der blev general i Norge. Sønnen Ulrik Frederik von Heinen (født 1695) giftede sig med halvkusinen Cathrine von Brüggemann og overtog Ulriksholm. Margrethe, enke, bor 1747 i Rostock[7]. Hun, ægtemand og 2 børn blev hensat i gravkapel i Sankt Mariekirken i Rostock.
- Ulrik Frederik Brüggemann (20. februar 1671 i Itzehoe - 1. juni 1735). Blev oberstløjtnant i Norge, gift 1705 med Anna Stockfleth. Fra 1719 ejer og beboer af herregården Elvedgård, syd for Bogense. Ved dåben 22. juli 1714 i Ullensaker af et barn af hans kusine Margrethe Sophie Hausman og Thomas Rosing nævnes af faddere „Oberstl: Ulrich Friederich von Brugman, Anna Stochfleth fornæfnte Oberstl: Brugmans.“
- Gesilla Brüggemann (4. november 1672 - december 1711 på Ulriksholm). Ægteviedes 4. november 1689 med Burchard Suhm (1666-1720)[8]. Burchard von Suhm ihjelstak den 3. oktober 1703 i København den herværende polske resident (gesandt af lavere rang) Hans Schade og dømtes året efter af højesteret fra livet som skyldig i forsætlig drab, flygtede straks[9]. Han rejste derefter meget omkring, mens hustruen og børn forblev i Danmark, hun døde 1711 hos halvbroderen Godske Hans på Ulriksholm.

Nikolaus Brüggemann købte den 9. april 1674 Prinzessinhof i Itzehoe. Itzehoe ligger i Steinburg amt, han boede formentligt i huset lige indtil sin død.
Nicolaus Brügmann anvendte mange penge på saltsyderi. Det kan nærmest kun dreje sig om saltværket i Oldesloe i Segeberg amt. Enten som ejer eller forpagter.
Nicolaus Brügman blev 1676 gift med Hedevig Hansen (født o. 1660 i Vordingborg). Hedevig er datter af Christen Nielsen Spend, fra 1657 præst i Vordingborg, og Margrete Elisabet Ulriksdatter Mese. 1658 Sankt Hans dag havde de dåb af sønnen Niels i Holmens kirke. Fadderne var Niels Spend (barnets farfar), Hans Hansen og Gabriel Jacobsen. Barnet blev båret af Anne magister Niels' (farmoderen), hosstående var Abel Cathrine (hustru til Hans Hansen) og Karen Nielsdatter. Nogle år senere overlod dåbsforældrene datteren Hedevig til nævnte Hans Hansen og Abel Cathrine i København, der optog hende som en datter, udså hende til universalarving og hun antog efternavnet Hansen (efter tysk skik fik hun (adoptiv)faderens efternavn; efter dansk skik ville hun have fået patronymet Hansdatter). Nicolaus og Hedvig må have lært hinanden at kende 1675, måske tidligere. Sproget var ikke noget problem, hendes adoptivforældre havde tysk som hussprog. Nok var han over 40 år, men hun var endnu så ung for giftermål og ønskede tillige at være hos adoptivmoderen, der sit sidste halve år var meget syg og led af smerter. Ved hendes død 1. januar 1676 stod pigen Hedevig som ejer af 4 store godser. Det var meget at skulle regere over. Nicolaus og Heding besluttede straks at gifte sig, den 13. marts samme år indgik de ægtepagt angående særeje af hendes formue. Derefter kunne vielsen finde sted:
Bevillinger til Vielse i Huset. 1676 24. Maj. Nicolaus Brügman og Hedewig Hansdatter. - uden Trolovelse og Lysning. Sjællandske Registre 205.
1677 28. Marts. Brügmann, Nicolaus, Amtsforvalter i Steinburg og Segeberg Amter, og Heding Hansen. Konfirmation af Ægtepagt. Han har Børn af første Ægteskab. Bruden er blevet opdraget hos Abel Cathrine, Hans Hansens Enke. Vidner: Doktor Peder Resen, Tolddirektør Anton Günther, Km.sekr. Reinhold Meyer, Magister Christen Spend, Proviantskriver Bendix Mese og kgl. Køkkenskriver Claus Sohn. Indlæg U.skr.: N. B. Udstedt paa Tysk København 13. Marts og 11. Maj 1676. Sjællandsk Register 79. Vidnerne til deres ægtepagt er fornemme personer: Peder Resen, dr. jur., er siden 1672 præsident i København. Andreas Günther er justitsråd og tolddirektør i Helsingør, hans hustru Magdalena Margreta Hausmann er søster til Nicolaus Brügmann's afdøde hustru. Kammersekretær Reinhold Meier, der passer administrationen i København for enkedronning Sofie Amalie, var af adoptivmoderen udpeget til efter hendes død at tage Hedwig Hanssen til sig som en tro plejefar. Magister Christen Spend er brudens far. Proviantskriver Bendix Mese i København er bror til magister Spend's hustru. Kongelig køkkenskriver Claus Sohn i København var nær ven af brudens adoptivforældre. En kopi af ægtepagten ligger måske i Gehejmearkivet.
Som resultat af Abel Cathrine's testamente arvede Hedvig Hansen herregårdene Ulriksholm og Østergård og godset Trellerup i Kølstrup sogn. De tre godser ligger nabo til hinanden, ved sydvestsiden af Kertinge Nor. 1683 nedlagdes Trellerup og jorden blev lagt under Østergård, samtidigt erhvervedes birkeret til Ulriksholm og Østergård. Ved testamentet blev Hedvig tillige ejer af Filsted Ladegård i Nørre Tranders sogn, lige øst for Ålborg. Imidlertid, straks efter Abel Cathrine's død tilrev Johan Sohn (bror til ovennævnte Claus Sohn) sig godset. Nicolaus Brügmann anså sig som retmæssig ejer af det. Ved højesteretsdom af 4. februar 1678 erhvervede regeringsråd Nicolaus Brugman ret til den (ialt 400 tdr. hartkorn), men gav den 15. april s. a. skøde til Johan Sohn. Denne fik 1688 tilladelse til at ombenævne til Sohngårdsholm. Qua ægteskabet blev Nicolaus Brügmann noteret som ejer af alle fire godser og de to, som han i 1678 erhvervede for Hedevig's formue fra salget af Filsted Ladegård. Juridisk set var Hedevig ejeren af dem alle, men hun var for ung til at blive sin egen værge, det var så ægtemanden, der gav underskrifterne. I skiftet efter hans død indgik godserne ikke, og heller ikke blev de skiftet mellem børnene og Hedevig, da hun atter indgik i ægteskab. Den almindelige opfattelse i samtiden, at han ejede godserne, er også nutidens populære opfattelse. I beskrivelserne af godserne og deres ejerrækker burde Hedevig nævnes som ejeren og Nicolaus Brügmann udelades. Nicolaus Brügmann var ingentid ejer af et dansk gods. Han kan kaldes proxy-godsejer (proxy betyder stedfortræder).
Senere i livet kaldte Hedvig sig Hedevig Spend. Uvist, om hun skrev Hansen eller Christensdatter; eller måske intet af det.
1678 købte Nicolaus Brüggemann hovedgården Vigelsøgård i Østrup sogn. Viggelsøgård ligger på østsiden af Odense Fjord. Enken Hedvig Spend solgte i 1702 til sønnen Godske Hans von Brüggemann, som havde den indtil 1730.
1678 fik Nicolai Brüggemann af Bertel Jensen Dons' enke og sønner skøde på Kyrsinge hovedgård (37½ tdr. hartkorn) i Kertinge i Kølstrup sogn.
Nicolaus Brügmann og broderen Ditlev Lorentz Brügmann fik våbenbrev 13. februar 1680. Derefter kaldte han sig Nicolaus von Brüggemann. 1680 den 5. maj udnævnt til kancelliråd. 1684 den 25. juni udnævnt til etatsråd. Han begravedes i Itzehoe, var amtsforvalter i Steinburg og Segeberg amter indtil sin død (dengang var det meget almindeligt, at godsejere bestred et kongeligt embede, mens de ejede gods langt borte). Efterfulgtes 1687 af sønnen Daniel.
Nicolaus Brügmann og Hedevig Hansen fik 3 børn. Det første blev opkaldt efter hans afdøde hustru og hendes adoptivfar.
- Godske Hans von Brüggemann (april 1677 - begr. 20. juni 1736). Kan efter faderens død være kommet til „morbroderen” Caspar Herman Hausmann, der siden 1680 var oberst i Norge og o.1681 blevet gift. Godske Hans Brügmann blev 21 år gl. kaptajn i generalstaben, var under felttoget i hertugdømmerne i 1700 generaladjutant hos hertug Ferdinand Wilhelm af Württemberg Teck og samme år kaptajn i bataillonen Prins Georg i kejserlig sold i Italien. 1707 fik han afsked som oberstløjtnant.[16]. Godske Hans von Brüggemann blev 1702 ejer af godserne Ulriksholm og Vigelsøgård, 1703 ejer af godset Østergård. Viet 1. gang den 30. maj 1703[17] med halvkusinen Margrethe Wilhelmine Hausmann (8. oktober 1686 i Oslo - 1717 på Ulriksholm, begr. 11. september), datter af Caspar Herman Hausmann. Godske Hans von Brüggemann viet 1. august 1722 i Kølstrup kirke med Dorothea Hedevig Krag (1701 - 1728 på Ulriksholm, begr. 24. august). 1730 solgte han Ulriksholm til en svigersøn og flyttede ind på Østergård. 1734 købte han Klarskovgård i nabosognet Marslev til bolig for sin nygifte søn. Godske Hans von Brüggemann ejede meget jordegods, hvilket kom hans børn til gode. Døtrene blev gift med dygtige og velstående mænd. Sønnen Caspar Herman von Brüggemann (1705 - 1781) viedes 12. juni 1733 i Marslev kirke med Ide Sophia Brockenhuus von Løwenhielm (1712 - 1768), datter af Hans Brockenhuus-Løwenhielm. Da var han løjtnant i Kolding[18]. Han blev ritmester, i 1734 fik de bopæl på Klarskov, 1736 overtog han Klarskov og Østergård, som de flyttede ind på. Han blev major. Gift 2. gang med Charlotte Amalie Nørkencrone (o.1739 - 16. september 1812). Hedevig Augusta Brüggemann (1707 - 1740), blev 1725 gift med Georg Frederik Krogh (1687 - 1768), der blev general i Norge. Catharina Brüggemann (14. januar 1709 - 1. juni 1790), blev o.1728 gift med halvfætteren major Ulrik Frederik von Heinen (1. februar 1695 - 22. november 1761), der 1730 overtog Ulriksholm. Børn: Caspar Herman von Heinen og Margrethe von Heinen og flere. Christiana Friderica Brüggemann (27. maj 1712 - 28. februar 1760), viedes 9. september 1735 i Kølstrup kirke med Adam Gotlob von Moltke (1710 - 1790), der blev overhofmarskal, greve og en af landets mægtigste. Nicolina Antonette Brüggemann (14. juli 1717 - 1759), viedes 14. august 1733 på Ulriksholm med fætteren Ulrich Friderich Cicignon (1699 - 1772), der blev oberst i Norge, derefter stiftamtmand i Bergen. Margrete Wilhelmine Brüggemann (24. oktober 1723 - 8. august 1742) blev o.1739 gift med enkemanden, major Frederik Lorentz von Bülow (18. oktober 1708 - 18. maj 1748). Han erhvervede 1747 herregårdene Espe, Boeslunde sogn, og Bonderup, Tårnborg sogn. Catharine Christine Brüggemann (22. august 1725 - 27. marts 1800), viet 28. januar 1745 med Hans Jacob Scheel (1714 - 1774), der blev generalmajor i Norge.
- Abel Cathrine von Brüggemann (født omkring 1678). Hun fulgte med moderen til Wismar. Gift o.1696 med enkemanden August von Lützow (20. september 1656 - 1715, Sternberg), der ejede godset Schimm, der ligger 11 km. sydøst for Wismar. Han var mecklenborgsk landmarskal (tysk: Landmarschall (de)), nærmest: præsident for landdagen (riddere og købmænd). De levede i Mecklenborg.[19]
- Frantz Heinrich von Brüggemann (født omkring 1679). Blev optaget på Ridderakademiet: Frantz Heinrich Brügmann. Anno 1699 d. 12 Augustj. Anno ætatis 20[20].

Enken Hedvig Brüggemann havde i 1690 bekendtskab med Jacob von Kemphe (død 2. februar 1704 i Danzig). De blev gift, måske samme år. Han var svensk og tjente i den svenske hær, i 1680'erne i Hamborg, 1690 udnævnt til kommandant i Wismar. 1697 udtrådt af den svenske armé og blev kommandant i Danzig med rang af oberst. Ved giftermålet blev han medejer af Ulriksholm.
1698 skænkede eller solgte Hedevig Spend Østergård til tre stedbørn: Daniel Brügmann, Drude Brügmann, gift med Joachim von Reichau, og Gesilla Brügmann, gift med Burchard Suhm. Anna Christina Brügmann, enken efter Daniel, udkøbte 1703 medejerne og solgte til Daniel's halvbroder Godske Hans.
I 1702 solgte Jacob von Kampen og Hedevig Spend Ulriksholm til hendes søn oberstløjtnant Godske Hans Brüggemann.
Jacob von Kemphe døde lidt pludseligt. Er hinterließ seine Frau (Hedwig) und einen Sohn.. Ved mandens død boede Hedwig velsagtens i Danzig. Om hendes videre liv vides intet. Menes død før 1737.